# Margny-aux-Cerises
Margny-aux-Cerises is een gemeente in het Franse departement Oise (regio Hauts-de-France) en telt 227 inwoners (2005). De plaats maakt deel uit van het arrondissement Compiègne.

## Geografie
De oppervlakte van Margny-aux-Cerises bedraagt 4,5 km², de bevolkingsdichtheid is 50,4 inwoners per km².
De onderstaande kaart toont de ligging van Margny-aux-Cerises met de belangrijkste infrastructuur en aangrenzende gemeenten.

## Demografie
Onderstaande figuur toont het verloop van het inwonertal (bron: INSEE-tellingen).